# 鼻蚕
鼻蚕（学名：Rhynchonerella gracilis）为眼蚕科鼻蚕属的动物。分布于地中海、印度洋、大西洋、太平洋，包括东海、台湾海峡、南海等海域，属于热带和亚热带海区上层暖水种。
其种加词来源于拉丁文“gracilis”，意为“纤细的”。